# Vuiteboeuf
Vuiteboeuf es una comuna suiza del cantón de Vaud, situada en el distrito de Jura-Nord vaudois. Limita al norte con la comuna de Sainte-Croix, al noreste con Bullet y Vugelles-La Mothe, al este con Orges y Valeyres-sous-Montagny, al sur con Champvent, y al oeste con Baulmes.
La comuna formó parte hasta el 31 de diciembre de 2007 del distrito de Orbe, círculo de Baulmes.

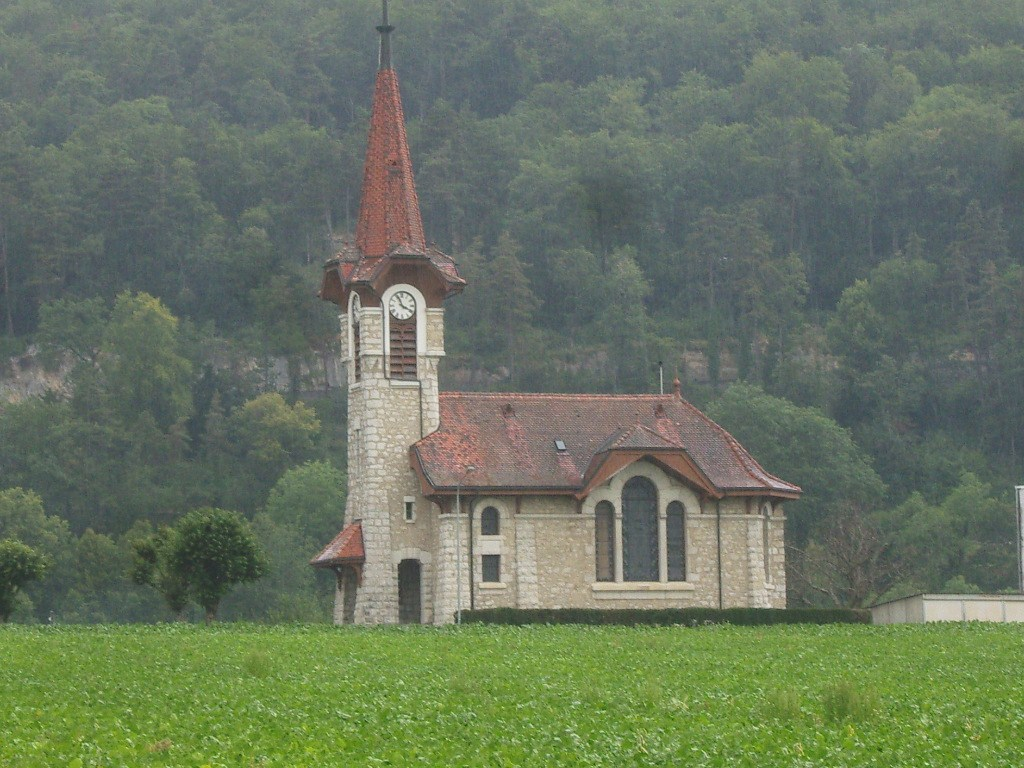
Iglesia de Vuiteboeuf.